# Sirivannavari Nariratana
Sirivannavari Nariratana Rajakanya, née le 8 janvier 1987 à Bangkok, est une princesse du royaume de Thaïlande. Elle est la fille du roi Rama X et de son ex-épouse Yuvadhida Polpraserth.

## Biographie

### Famille, jeunesse et formation
Sirivannavari Nariratana naît le 8 janvier 1987, du roi Rama X et de son ex-épouse Yuvadhida Polpraserth. Ses parents se séparent en 1996 et elle émigre à Londres avec sa mère avant de retourner en Thaïlande. Elle étudie les métiers de la mode et du textile à la faculté des Beaux-Arts et des Arts appliqués de l'université Chulalongkorn à Bangkok et à l'École de la chambre syndicale de la couture parisienne à Paris. Elle est élevée au rang de princesse par son grand-père, le roi Bhumibol Adulyadej, le 15 juin 2005.

### Carrière professionnelle
Elle est styliste, présentant à Paris sa propre collection en 2017 ; elle a sa propre marque, Sirivannavari.

### Carrière sportive
Elle est également sportive de haut niveau, pratiquant le badminton et l'équitation. Elle remporte la médaille d'or aux Jeux d'Asie du Sud-Est de 2005 à Manille et la médaille de bronze aux Jeux d'Asie du Sud-Est de 2007 à Nakhon Ratchasima dans l'épreuve féminine de badminton par équipes. Elle obtient ensuite en dressage par équipes la médaille d'argent aux Jeux d'Asie du Sud-Est de 2017 à Kuala Lumpur et la médaille d'or aux championnats d'Asie d'équitation 2019 à Pattaya.